# 努格拉尔-圣潘塔莱翁
努格拉爾-聖潘塔萊翁（德語：Nuglar-St. Pantaleon；瑞士德語：Nugle-Bäntlion）是瑞士索洛圖恩州的一个市镇，位於該國北部，面積6.34平方公里，海拔高度488米，截至2018年12月31日总人口为1,487人。

## 外部連結
- Official website（页面存档备份，存于） （德文）